# Полікси
Полікси (пол. Poliksy, нім. Polixen) — село в Польщі, у гміні Дзежґонь Штумського повіту Поморського воєводства.
Населення — 297 осіб (2011).
У 1975-1998 роках село належало до Ельблонзького воєводства.

## Демографія
Демографічна структура станом на 31 березня 2011 року:
|          | Загалом | Допрацездатний вік | Працездатний вік | Постпрацездатний вік |
| -------- | ------- | ------------------ | ---------------- | -------------------- |
| Чоловіки | 148     | 45                 | 93               | 10                   |
| Жінки    | 149     | 41                 | 88               | 20                   |
| Разом    | 297     | 86                 | 181              | 30                   |